# Ларго (Индијана)
Ларго (енгл. Lagro) град је у америчкој савезној држави Индијана.

## Демографија
По попису из 2010. године број становника је 415, што је 39 (-8,6%) становника мање него 2000. године.
| Група             | 2000.       | 2010.       |
| Белци             | 449 (98,9%) | 402 (96,9%) |
| Афроамериканци    | 0 (0,0%)    | 0 (0,0%)    |
| Азијати           | 0 (0,0%)    | 2 (0,5%)    |
| Хиспаноамериканци | 1 (0,2%)    | 0 (0,0%)    |
| Укупно            | 454         | 415         |